# Faustino Barone
Deivis Faustino Barone Mora (Asunción, 11 maggio 2006) è un calciatore uruguaiano, attaccante del River Plate (M).

## Biografia
Nasce ad Asunción in Paraguay, poiché suo padre Deivis Barone, ex calciatore professionista, giocava nel Libertad all'epoca della sua nascita.

## Caratteristiche tecniche
È una punta centrale.

## Carriera
Cresciuto nel vivaio del River Plate (M), esordisce in prima squadra il 19 febbraio 2023 in campionato contro il Racing Montevideo.

## Statistiche

### Presenze e reti nei club
Statistiche aggiornate al 25 giugno 2023.
| Stagione        | Squadra         | Campionato      | Campionato | Campionato | Coppe nazionali | Coppe nazionali | Coppe nazionali | Coppe continentali | Coppe continentali | Coppe continentali | Altre coppe | Altre coppe | Altre coppe | Totale | Totale |
| Stagione        | Squadra         | Comp            | Pres       | Reti       | Comp            | Pres            | Reti            | Comp               | Pres               | Reti               | Comp        | Pres        | Reti        | Pres   | Reti   |
| --------------- | --------------- | --------------- | ---------- | ---------- | --------------- | --------------- | --------------- | ------------------ | ------------------ | ------------------ | ----------- | ----------- | ----------- | ------ | ------ |
| 2023            | River Plate (M) | PD              | 4          | 2          | CU              | 0               | 0               | CS                 | 0                  | 0                  | -           | -           | -           | 4      | 2      |
| Totale carriera | Totale carriera | Totale carriera | 4          | 2          |                 | 0               | 0               |                    | 0                  | 0                  |             | -           | -           | 4      | 2      |